# Тумарин
Тумарин (бел. Тумарын) — посёлок в составе Радужского сельсовета Ветковского района Гомельской области Белоруссии.
На западе граничит с лесом.

## География

### Расположение
В 7 км на юг от Ветки, 14 км от Гомеля.

### Гидрография
На юге мелиоративные каналы.

## Транспортная сеть
Рядом автодорога Добруш — Ветка. Планировка состоит из короткой, почти меридиональной улицы. Застройка деревянная, усадебного типа.

## История
Основан в начале 1920-х годов переселенцами из соседних деревень на бывших помещичьих землях. В 1930 году организован колхоз имени М. Горького. Во время Великой Отечественной войны оккупанты сожгли 20 дворов. На фронтах погибли 8 жителей. В 1959 году в составе совхоза «Ветковский» (центр — город Ветка).
До 2013 года посёлок находился в районном подчинении.

## Население

### Численность
- 2004 год — 9 хозяйств, 11 жителей.

### Динамика
- 1940 год — 30 дворов, 123 жителя.
- 1959 год — 152 жителя (согласно переписи).
- 2004 год — 9 хозяйств, 11 жителей.